# Nils "Nisse-Vitt" Andersson
Nisse 'Nisse Vitt' Andersson, född 1917, död 1971, svensk tidigare bandyspelare, blekare. Nisse Vitt började spela bandy 1930 som center i Slottsbrons IF:s juniorlag och var sedan 1935 ordinarie vänsterytter i A-laget. Han spelade även i svenska landslaget.
- Klubb: Slottsbrons IF
- Svenska mästare: 1936, 1938, 1941[1]
- Position: Vänsterytter
- Stor grabb: Nr 55[2]